# Cupiennius bimaculatus
Espèce
Synonymes
- Ctenus bimaculatus Taczanowski, 1874
- Cupiennius celerrimus Simon, 1891
- Ctenus cuminamensis Mello-Leitão, 1930

Cupiennius bimaculatus est une espèce d'araignées aranéomorphes de la famille des Trechaleidae.

## Distribution
Cette espèce se rencontre au Brésil, au Guyana, au Venezuela, en Colombie et en Équateur.

## Description
La femelle subadulte holotype mesure 11 mm.

## Publication originale
- Taczanowski, 1874 : Les aranéides de la Guyane française. Horae Societatis entomologicae Rossicae, vol. 10, p. 56-115 (texte intégral).